# کنترل‌کننده بازی

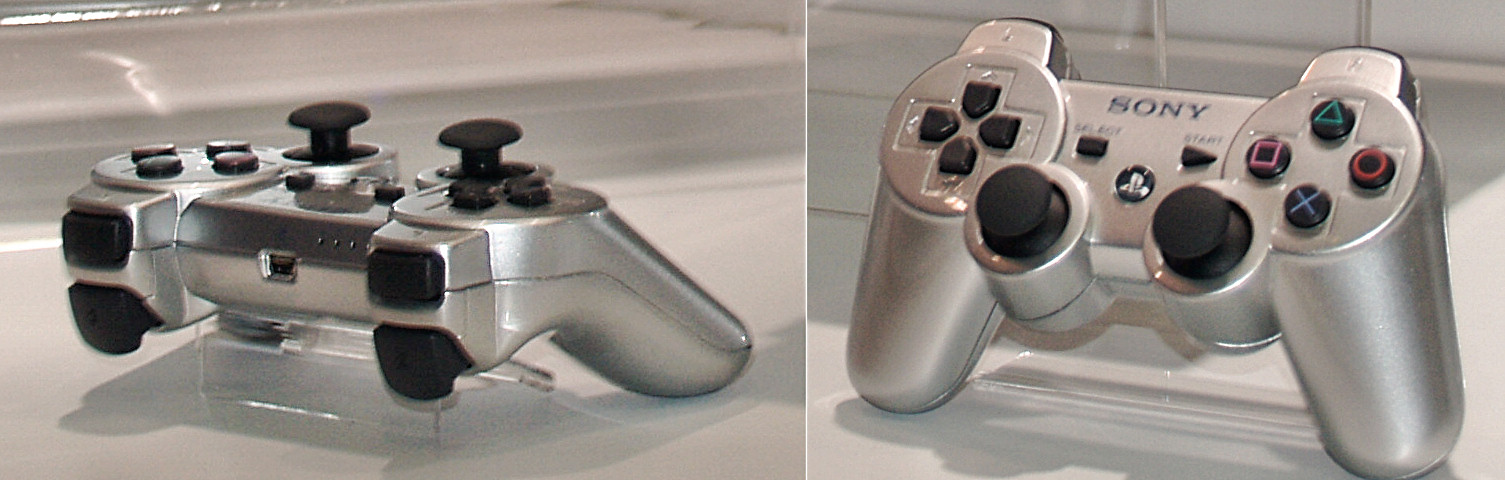
دستهٔ بازی کنسول پلی‌استیشن ۳ که در سال ۲۰۰۷ رونمایی شد.

دسته بازی یا کنترل‌کننده بازی (به انگلیسی: Game controller) وسیله‌ای که برای کنترل یک شیء یا کارکتر در بازی‌های رایانه‌ای و کنسولی یا سایر سرگرمی‌های مشابه مورد استفاده قرار می‌گیرد.
دسته‌های بازی یکی از انواع کنترل‌کننده‌های بازی هستند که در دو نوع سیمی و بی سیم هستند و به عنوان ورودی به کنسول‌های بازی یا رایانه شخصی متصل می‌شوند.
میتوان از کنسول های:pغ1. ps2. Ps3. Psل4. Ps5
برای رایانه های شخصی هم که بصورت دونوع :دوتادسته ای یا تک دسته ساخته شده است.
برای کنسول های ps4.ps5 دسته هاش حسگر دارن که شور وهیجان را به گیمر منتقل خواهد کرد.